# Sermoyer
Sermoyer ist eine französische Gemeinde im Département Ain in der Region Auvergne-Rhône-Alpes. Sie gehört zum Kanton Replonges im Arrondissement Bourg-en-Bresse.

## Lage
Sermoyer ist die nördlichste Gemeinde des Départements Ain. Sie liegt in der Bresse an der Mündung der Seille in die Saône, zehn Kilometer südöstlich von Tournus. Beide Flüsse markieren die Grenze zum Département Saône-et-Loire. Im Südosten hat Sermoyer einen Anteil am großen Waldgebiet Boid de Vescours. Hier liegt mit 213 m über dem Meer die höchste Eerhebung der Gemeinde. Nachbargemeinden sind La Truchère und Ratenelle im Norden, Romenay im Nordosten, Vescours im Osten, Arbigny im Süden, Farges-lès-Mâcon im Westen und Le Villars im Nordwesten.

## Bevölkerungsentwicklung
| Jahr                       | 1962 | 1968 | 1975 | 1982 | 1990 | 1999 | 2006 | 2016 | 2021 |
| -------------------------- | ---- | ---- | ---- | ---- | ---- | ---- | ---- | ---- | ---- |
| Einwohner                  | 552  | 526  | 458  | 515  | 522  | 545  | 637  | 675  | 648  |
| Quellen: Cassini und INSEE |      |      |      |      |      |      |      |      |      |

## Sehenswürdigkeiten

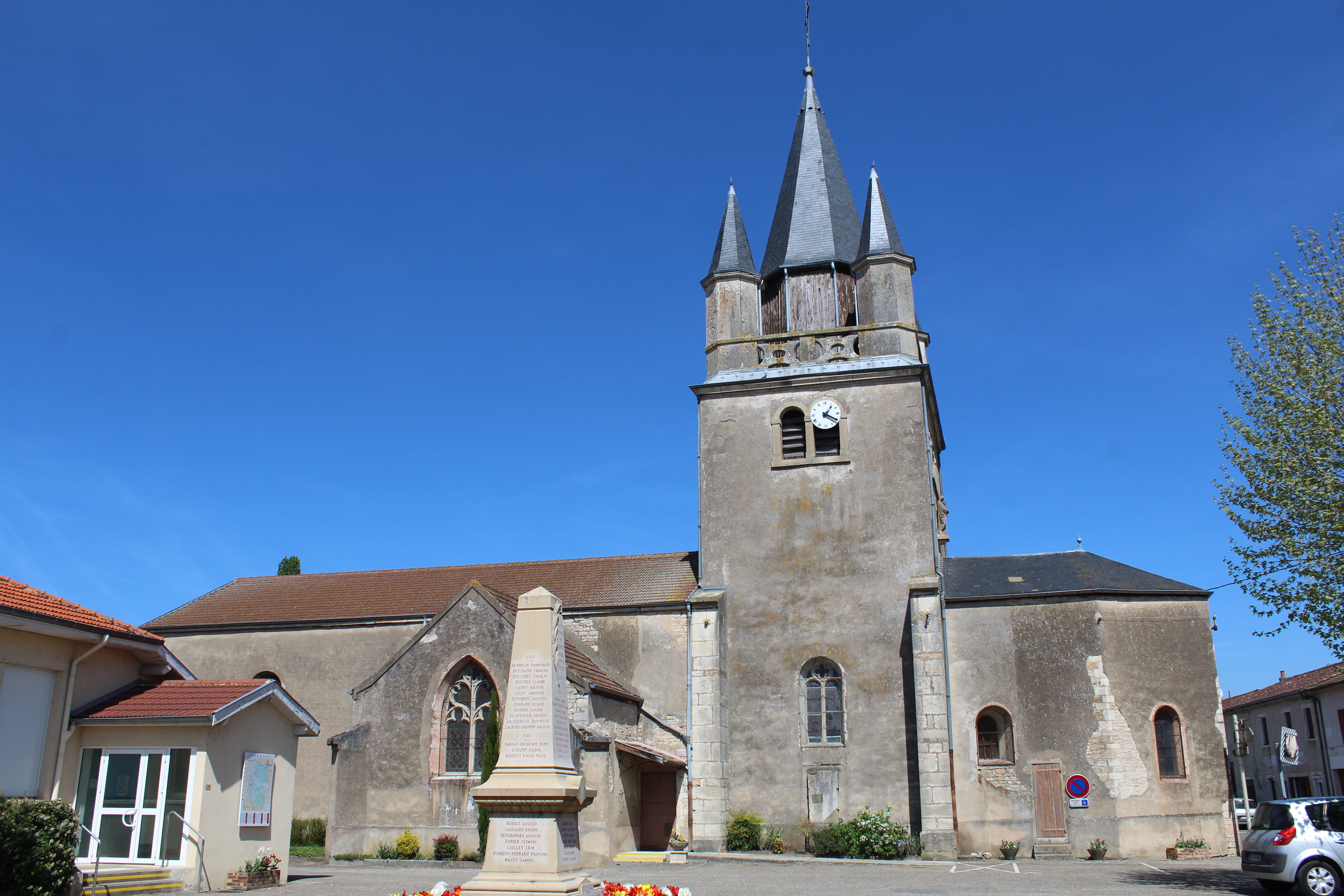
Kirche Saint-Pierre-et-Saint-Paul
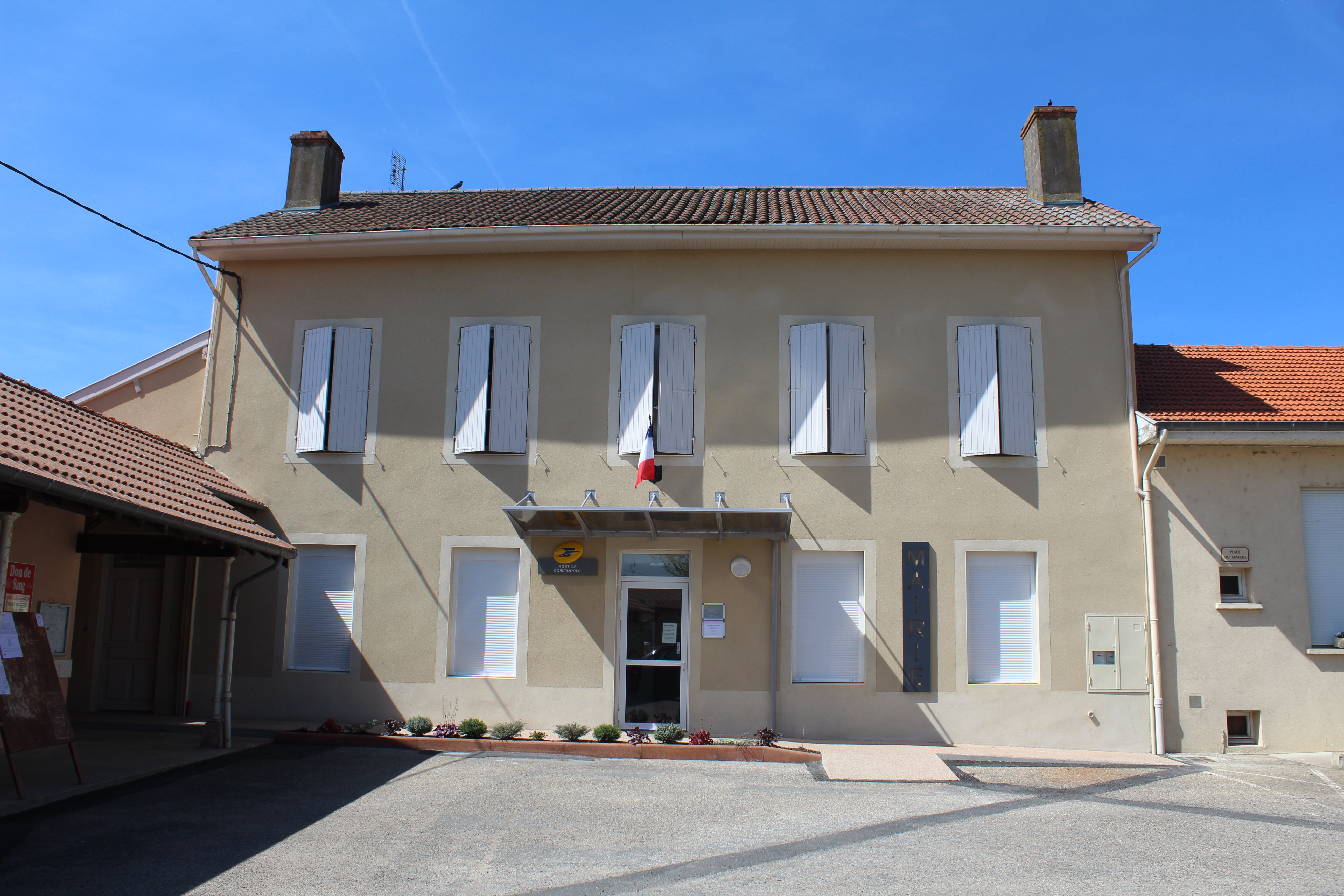
Rathaus (Mairie)
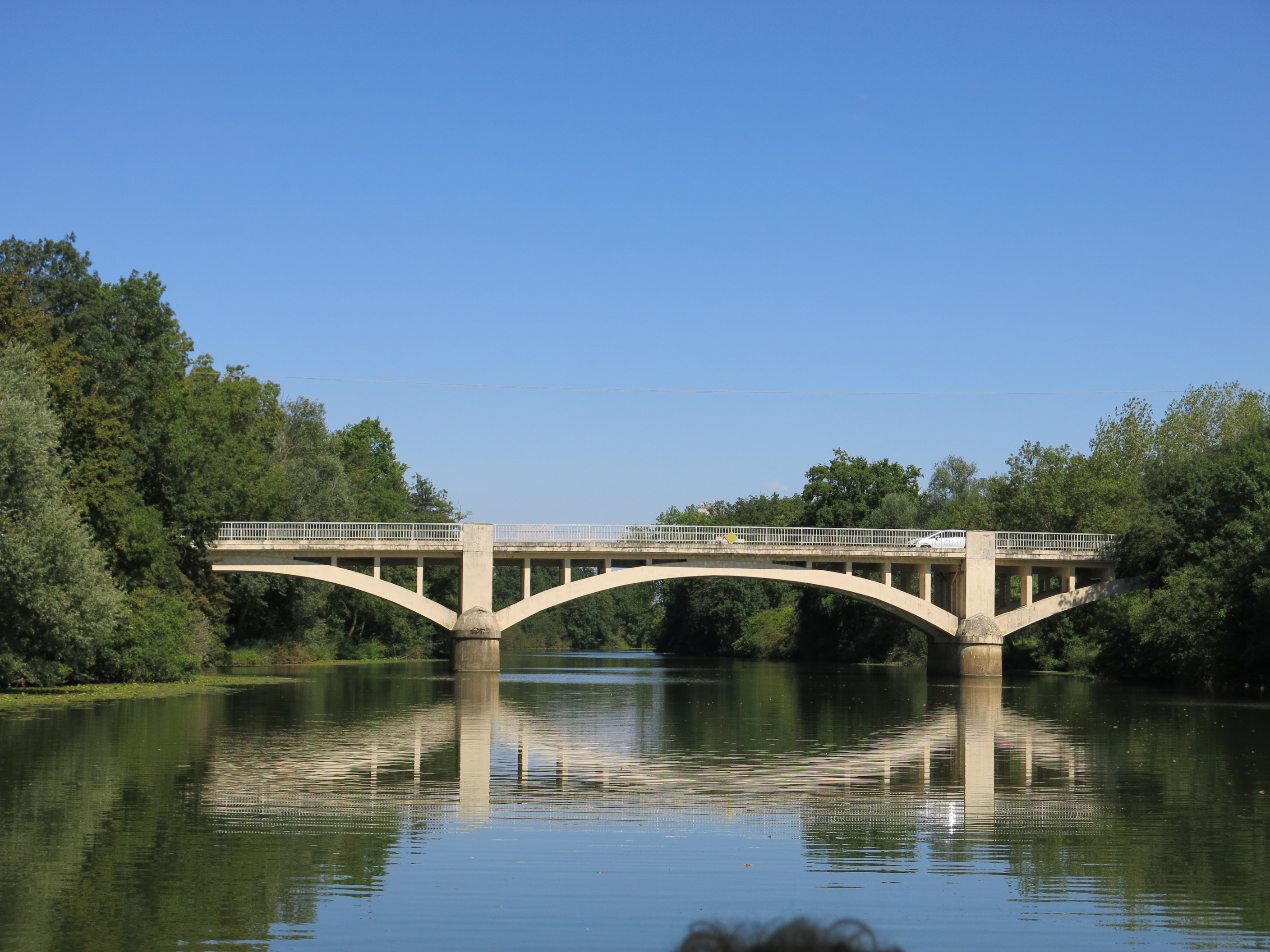
Brücke über die Seille
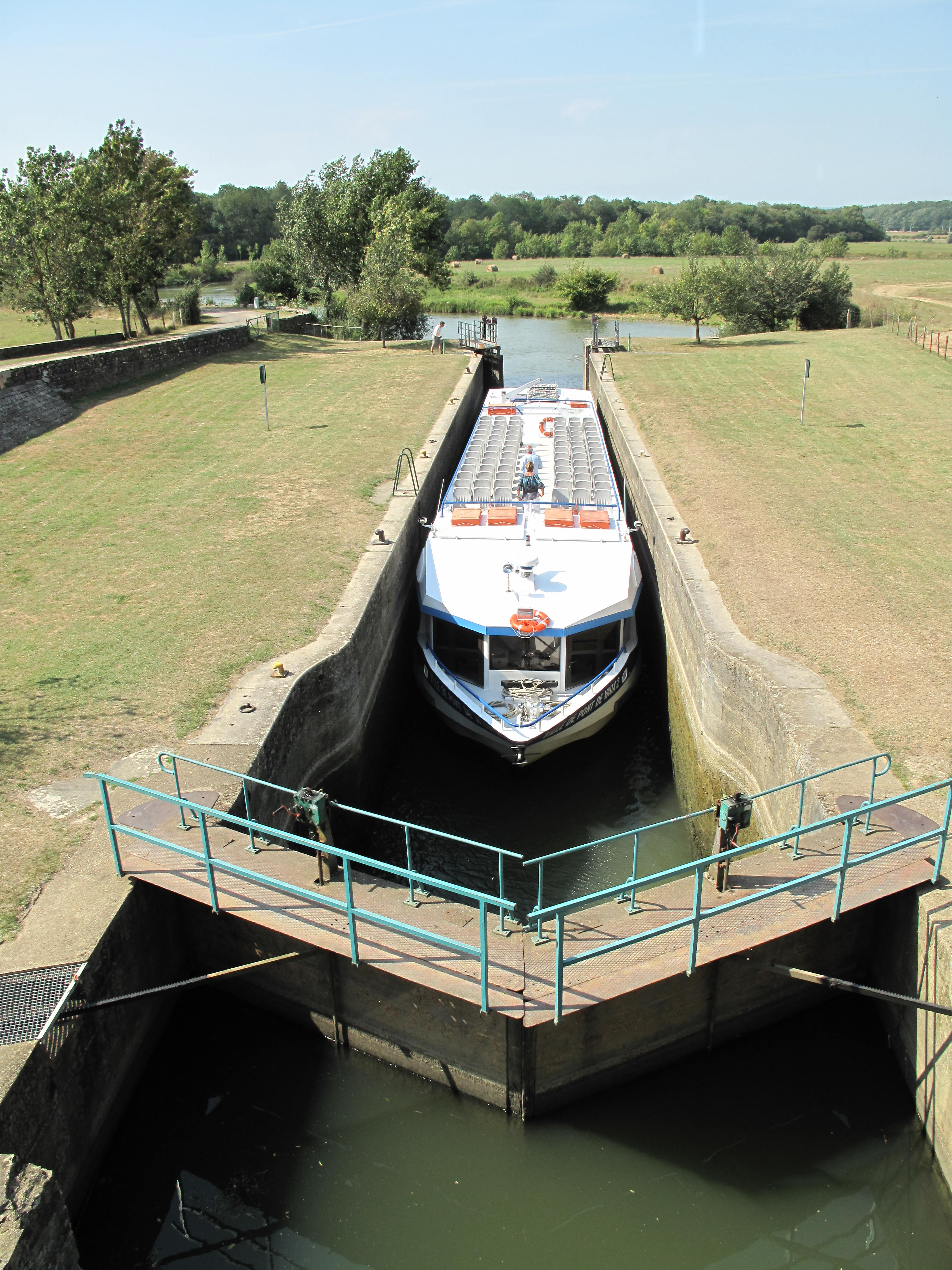
Schleuse zwischen Seille und Saône
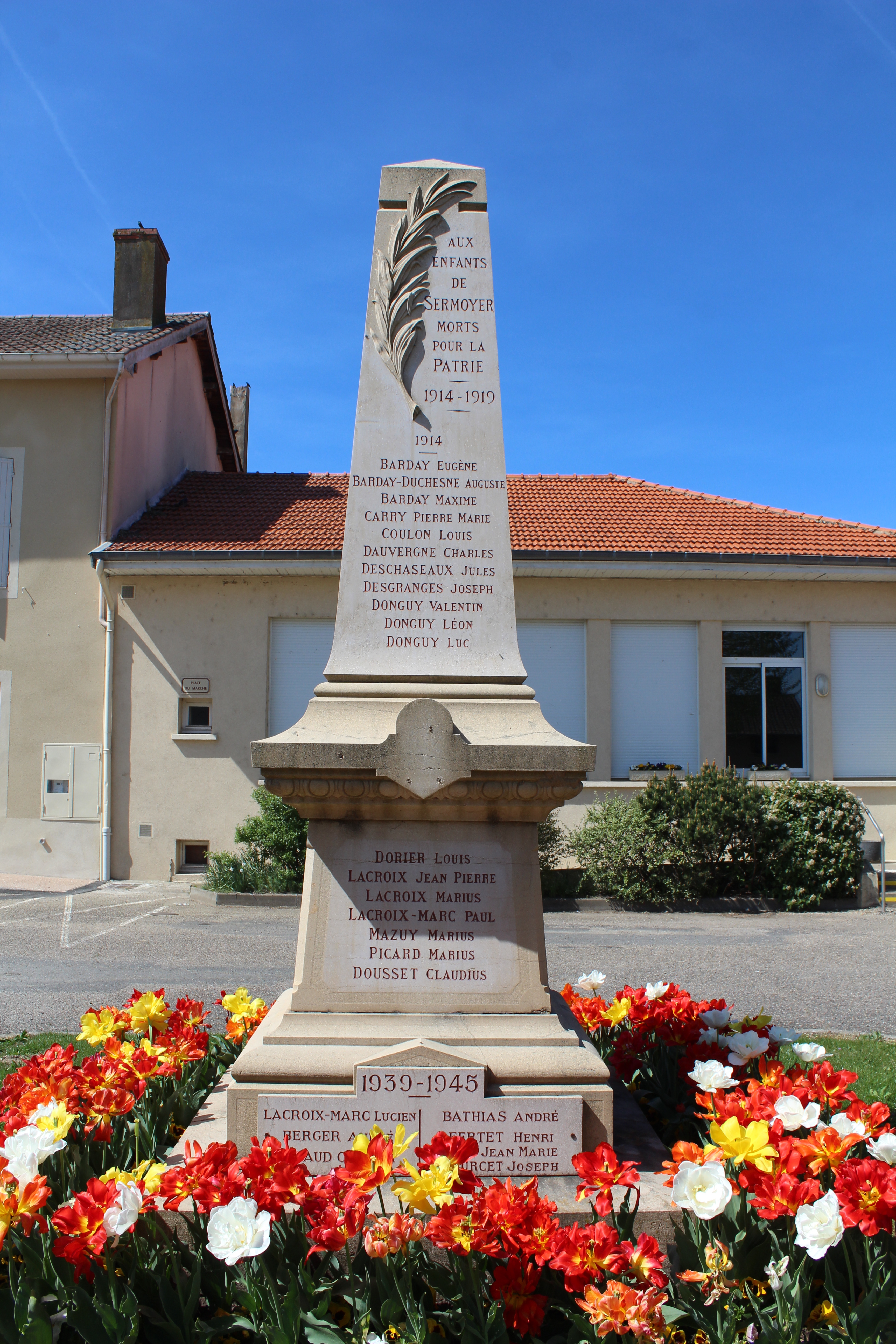
Gefallenendenkmal

- Kirche Saint-Pierre-et-Saint-Paul
- Rathaus (Mairie)
- Brücke über die Seille
- Schleuse zwischen Seille und Saône
- Gefallenendenkmal